# Grå tinamo
Grå tinamo (Tinamus tao) är en hotad fågel i familjen tinamoer som förekommer i Sydamerika.

## Utseende och läte
Grå tinamo är en stor (42–49 cm) och mestadels grå tinamo. Huvudsidorna är fläckade och undre stjärttäckarna rödbruna. Lätet är ett plötsligt, entonigt hoande.

## Utbredning och systematik
Grå tinamo delas in i fyra underarter med följande utbredning:
- Tinamus tao larensis – förekommer i bergsskogar i centrala Colombia och nordvästra Venezuela
- Tinamus tao kleei – förekommer från södra centrala Colombia till östra Ecuador, östra Peru, östra Bolivia och västra Brasilien
- Tinamus tao septentrionalis – förekommer i nordöstra Venezuela och kanske även i nordvästra Guyana
- Tinamus tao tao – förekommer i norra och centrala Brasilien till gränsen mot östra Peru och Bolivia

## Status
Grå tinamo har en stor utbredning och en relativt stor världspopulation som uppskattas till mellan 100 000 och 500 000 vuxna individer. Den tros dock minska i antal till följd av avskogning, artens känslighet för fragmentering av dess levnadsmiljö samt dess sårbarhet för jakt. 
Internationella naturvårdsunionen IUCN anser den därför vara hotad och placerar den i kategorin sårbar.

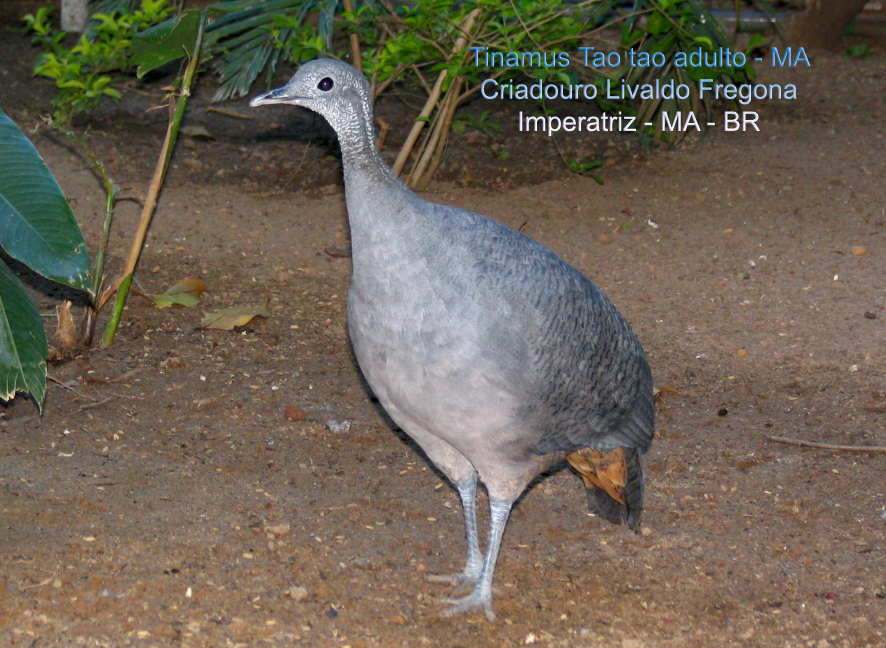